# Ludwig Prandtl

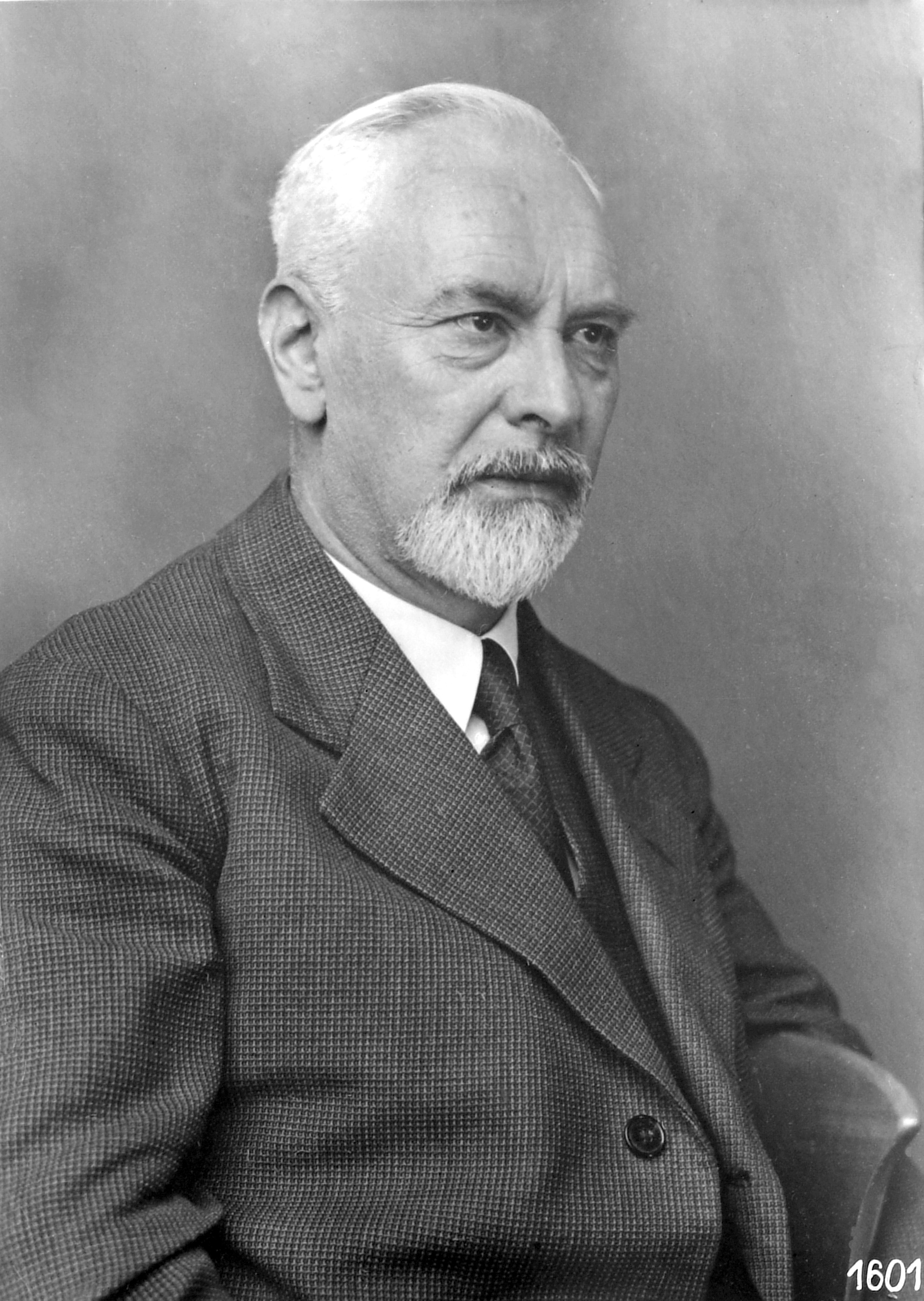
Ludwig Prandtl, 1937

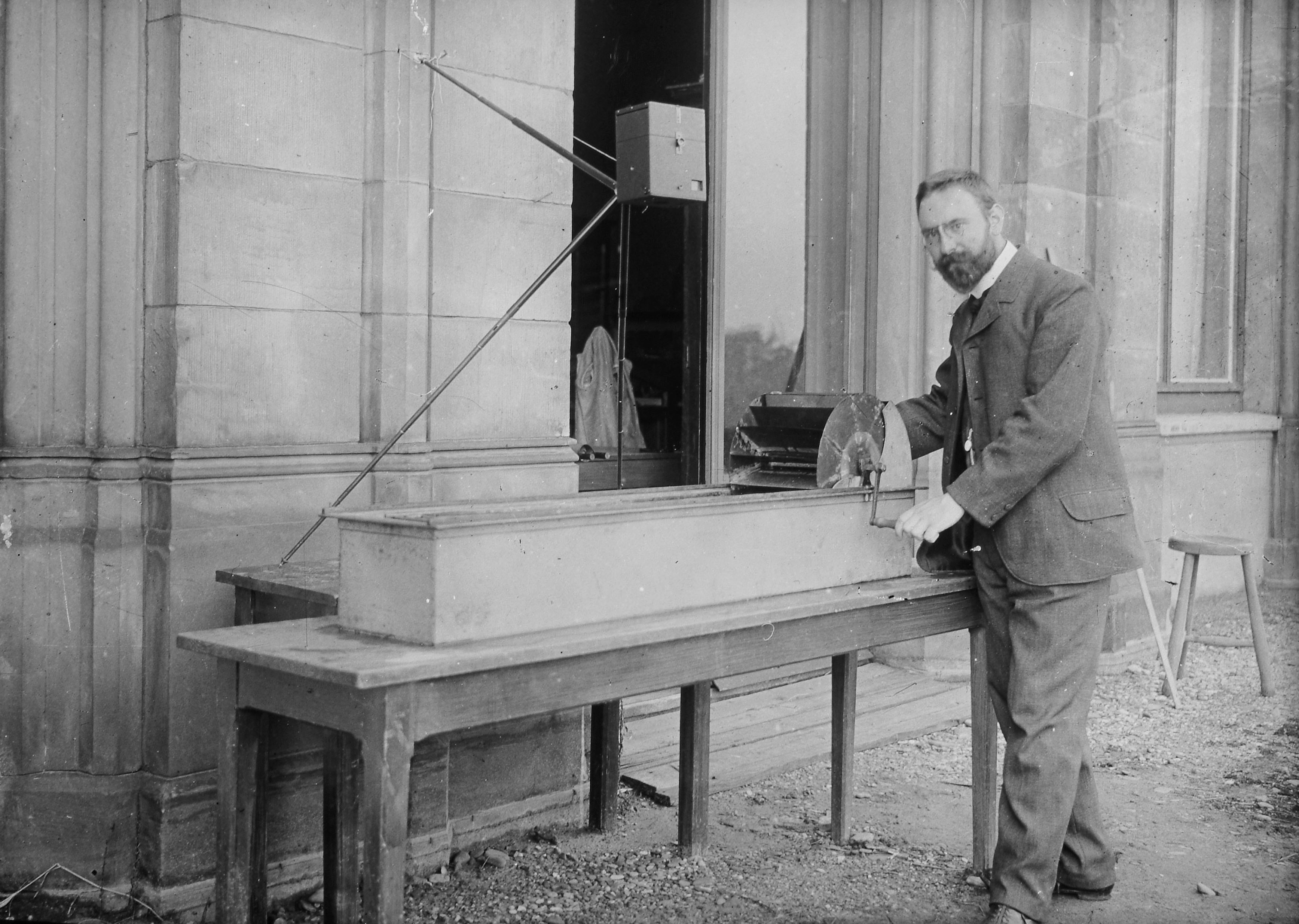
Ludwig Prandtl in 1904 bij een waterbak, het zogenaamde Prandtl-Kanal om stromingen aanschouwelijk te maken.

Ludwig Prandtl (Freising, 4 februari 1875 – Göttingen, 15 augustus 1953) was een Duits natuurkundige en pionier van de wiskundige grondslagen van de aerodynamica tot voorbij de geluidssnelheid, van belang voor de luchtvaarttechniek, ruimtevaart en chemische technologie. Hij ontwikkelde onder meer de theorieën voor de grenslaag en dunne vleugelprofielen en de Lanchester–Prandtl vleugeltheorie. Het getal van Prandtl werd naar hem vernoemd.

## Jeugd en opleiding
Omdat Prandtls moeder Magdalene Prandtl-Ostermann chronisch ziek was, bracht hij de meeste tijd bij zijn vader Alexander Prandtl door, een hoogleraar landbouwkunde. Deze moedigde zijn zoon aan om natuurverschijnselen waar te nemen en te overdenken. Na het Gymnasium in Freising en het Ludwigsgymnasium te München ging Prandtl in 1894 aan de Technische Hochschule München studeren, nu de Technische Universität München. In november 1899 promoveerde hij bij professor August Föppl aan de Ludwig Maximilians-Universiteit op het proefschrift Kipp-Erscheinungen, ein Fall von instabilen Gleichgewicht.

## Loopbaan

### Ingenieur
Prandtl had werktuigbouwkunde gestudeerd en in zijn eerste baan ontwierp hij als ingenieur fabrieksapparatuur. Toen hij een nieuwe ventilator moest construeren voor de voorloper van MAN in Neurenberg, kreeg hij te maken met aerodynamica. Na enkele proeven ontwierp hij een nieuw toestel dat beter werkte dan het oude.

### Hoogleraar te Hannover
In 1901 werd Prandtl op aanbeveling van Arnold Sommerfeld hoogleraar vloeistofmechanica aan de technische school van Hannover, nu de Gottfried Wilhelm Leibniz Universität Hannover of Uni Hannover. In augustus 1904 presenteerde hij op het Derde Internationale Wiskundecongres zijn theorie van de grenslaag Über Flüssigkeitsbewegung bei sehr kleiner Reibung (Over vloeistofstroming met zeer weinig wrijving). Hij ontwikkelde in deze tijd de theorie van de grenslaag.

### Hoogleraar te Göttingen
Op 1 september 1904 werd hij hoogleraar aan de Georg-August-Universität Göttingen, mede dankzij aanbeveling door Felix Klein. Prandtl en zijn leerling Theodor Meyer ontwikkelden rond 1907 de eerste praktische theorieën voor supersonische stroming en schokgolven, die al in 1860 door de Göttingse wiskundige Bernhard Riemann theoretisch voorspeld waren. Theodore von Kármán, promovendus van Prandtl in Göttingen van 1906 tot 1908 zou een volledige theorie voor supersonische stroming afleiden.
Rond 1907 bouwde Prandtl de eerste windtunnel in Duitsland en ontwikkelde hij een theorie voor de draagvleugel, van belang voor de vliegtuigbouw. Hij vergeleek zijn metingen uit de windtunnel met die van Gustave Eiffel. Vanwege zijn theorie van de grenslaag werd Prandtl in 1909 tot directeur benoemd van de Aerodynamische Versuchsanstalt Göttingen, de voorloper van de huidige Deutsches Zentrum für Luft- und Raumfahrt DLR.  In 1910 onderzocht hij turbulente stromingen en het effect van de parameter die later naar hem werd vernoemd: het getal van Prandtl.
Met Max Michael Munk en Albert Betz, die hem in 1936 opvolgde als directeur van de Aerodynamische Versuchsanstalt Göttingen, werkte hij aan een praktische formule voor de liftkracht. In 1919 publiceerde hij een belangrijke theorie voor vleugels, waarmee het voor het eerst mogelijk werd vleugelprofielen door te rekenen. Prandtl onderzocht tevens de samendrukbaarheid van lucht bij supersonische snelheden en vond onder meer de Prandtl-Glauert-transformatie voor verschillende stroomsnelheden.
Vanaf 1920 werkte hij samen met Adolf Busemann aan een windtunnel voor supersonische stroming. In 1929 breidde hij de eerdere theorie met Adolf Busemann uit zodat hij supersonische straalbuizen kon ontwerpen. Tegenwoordig worden alle supersonische windtunnels en raketstraalbuizen volgens deze methode ontworpen.
Prandtl richtte in 1922 met Richard von Mises de Gesellschaft für Angewandte Mathematik und Mechanik op en was voorzitter van 1922 tot 1933. Prandtl was van 1925 tot 1946 directeur van het Kaiser-Wilhelm-Institut für Strömungsforschung, nu het Max-Planck-Institut für Dynamik und Selbstorganisation, in Göttingen. Tijdens de Tweede Wereldoorlog gaf hij vanaf 1942 leiding aan de onderzoeksorganisatie van de Duitse luchtmacht,  
Forschungsführung des Reichsluftfahrtministers und Oberbefehlshabers der Luftwaffe, die door Hermann Göring was opgericht. Tot 1945 werkte hij nauw samen met het Duitse Ministerie van Luchtvaart. Vanaf 1942 was hij corresponderend lid van de Bayerische Akademie der Wissenschaften.
In 1928 werd Prandtl buitenlands lid van de Royal Society in Londen. In de jaren twintig en dertig bezocht hij een aantal maal Engeland en correspondeerde hij regelmatig met de Britse vloeistofdynamicus Geoffrey Ingram Taylor, die Prandtl op zijn 60e verjaardagsfeest toesprak.
Prandtl bleef tot zijn dood op 15 augustus 1953 in Göttingen werken als hoogleraar. Zijn bijdragen aan de vloeistofmechanica worden nog steeds veel toegepast in de aerodynamica en chemische technologie. Hij wordt gezien als de "vader van de moderne aerodynamica". Prandtl was tevens een pionier van de theorie van de plasticiteit.
Prandtl begeleidde 87 promovendi, onder meer Albert Betz, pionier van de windmolentheorie, en Theodore von Kármán.

## Vernoemd
Onder meer
- het getal van Prandtl
- de Prandtl-Glauert-transformatie
- de Prandtl-Colebrook-Formel in het Duitse taalgebied: een empirische benadering voor de uitstroming als functie van de wrijving in een pijp, mede vernoemd naar Cyril Frank Colebrook
- de krater Prandtl op de achterkant van de Maan
- de Ludwig-Prandtl-Ring wordt geregeld door het Deutsche Gesellschaft für Luft- und Raumfahrt uitgereikt als beloning voor uitmuntende bijdragen aan de aerodynamica.

- Bibsys: 90131977
- Biblioteca Nacional de España: XX1477770
- Bibliothèque nationale de France: cb12353231j (data)
- CiNii: DA00794458
- Gemeinsame Normdatei: 118596160
- International Standard Name Identifier: 0000 0001 0915 6085
- Library of Congress Control Number: n87122575
- Nationale Bibliotheek van Letland: 000194778
- Mathematics Genealogy Project: 51374
- Bibliotheek van het Japanse parlement: 00453252
- Nationale Bibliotheek van Tsjechië: xx0170088
- Nationale Bibliotheek van Israël: 987007444965005171
- Nationale Bibliotheek van Polen: a0000002194617
- Nederlandse Thesaurus van Auteursnamen: 14675347X
- Réseau des bibliothèques de Suisse occidentale: 02-A003709825
- SNAC: w6x64hdc
- Système universitaire de documentation: 032517556
- Virtual International Authority File: 225145857902123020023
- WorldCat: E39PBJyrVxpYBGxq7Q8w3RgR8C